# Foro de Vésone

El foro de Vésone es uno de los principales monumentos de la antigua ciudad de Vesunna (Périgueux), en el centro de la vida cívica y comercial.

## Lugar y usos del foro en la ciudad antigua
Fue en la primera mitad del siglo I cuando Vesunna (adaptado al francés en Vésone), como ciudad romana, experimentó su mayor desarrollo, principalmente desde el punto de vista urbanístico, donde los mayores monumentos públicos se construyeron según planos romanos, destacando el foro en un primer momento, seguido de la torre de Vésone, el anfiteatro y las termas.
Como lugar de poder y justicia, el foro de Vésone era el escaparate de la élite y del culto imperial. Era a la vez un órgano institucional (lugar de reunión de la curia) y un centro económico (probablemente la sede de las corporaciones que gestionaban los asuntos comerciales). El foro tiene también, en menor medida, una dimensión religiosa y sagrada.
Como en el resto de la Galia romana, los asuntos públicos eran gestionados por notables de la orden decurional y origen galo, que fueron rápidamente romanizados. Los ciudadanos más ricos eran los notables más conocidos, entre los que destacaban la familia Pompeia y la familia Pomponia. La ciudad de Vésone estaba entonces gobernada por el duumviro, un colegio de dos miembros, instituido para ejercer conjuntamente el poder municipal. Como tal, el foro es un monumento importante en la génesis de la autonomía cívica de Vésone.

## Arquitectura
Los primeros restos parecidos al foro fueron descubiertos por primera vez por Charles Durand entre 1907 y 1909, aproximadamente entre las actuales calles de Campniac y Vésone. Registró las estructuras, tomó algunas fotografías y proporcionó cotas altimétricas relativas a la nivelación general. El foro se habría construido en la primera mitad del siglo I gracias al impulso imperial y a la dotación de generosos evergetas. La epigrafía muestra que la obra fue financiada por al menos tres generaciones de la familia Pompeia, y luego terminada hacia los años 80 por uno de los descendientes.
Desde la plaza pública del mercado, pavimentada con una anchura de 45 m y bordeada por dos pórticos al norte y al sur, una escalinata de 22,50 m con cuatro escalones, da acceso por el este a una basílica orientada de norte a sur (64 m × 11,50 m). Al este, la fachada del patio —y sin duda  su entrada— se abre al cardo maximus, al sur de la entrada al santuario de la diosa Vesunna.
Rodeada por una columnata sobre zócalos cuadrados (0,75 × 0,75 m), la nave central de la basílica separa dos salas en sus extremos. Al norte, la sala A (7,18 m × 5,41 m) está pavimentada con un mosaico romano con decoración geométrica policromada, cuyo borde conserva probablemente la representación de los cuartos traseros de un león. Una base de mampostería (1,80m ×1,60 m) en el centro de la sala sugiere la presencia de una estatua o un altar. Al sur, la sala B (17 m × 12 m), ligeramente descentrada hacia el este, está pavimentada con un mosaico en blanco y negro, compuesto por un «emblema» (pintura amovible adherida al centro de la composición).
En el siglo II, el foro se amplió al oeste de la basílica, con una segunda plaza simétrica al patio oriental. Las excavaciones han revelado una sala que contiene una pila y un pozo. Esta sala está decorada con yeso pintado que representa una lucha de gladiadores.
Todo el foro fue destruido a finales de la siglo III o durante el siglo IV.

Fragmentos de una pintura mural que representa un combate de gladiadores, hallados durante las excavaciones.
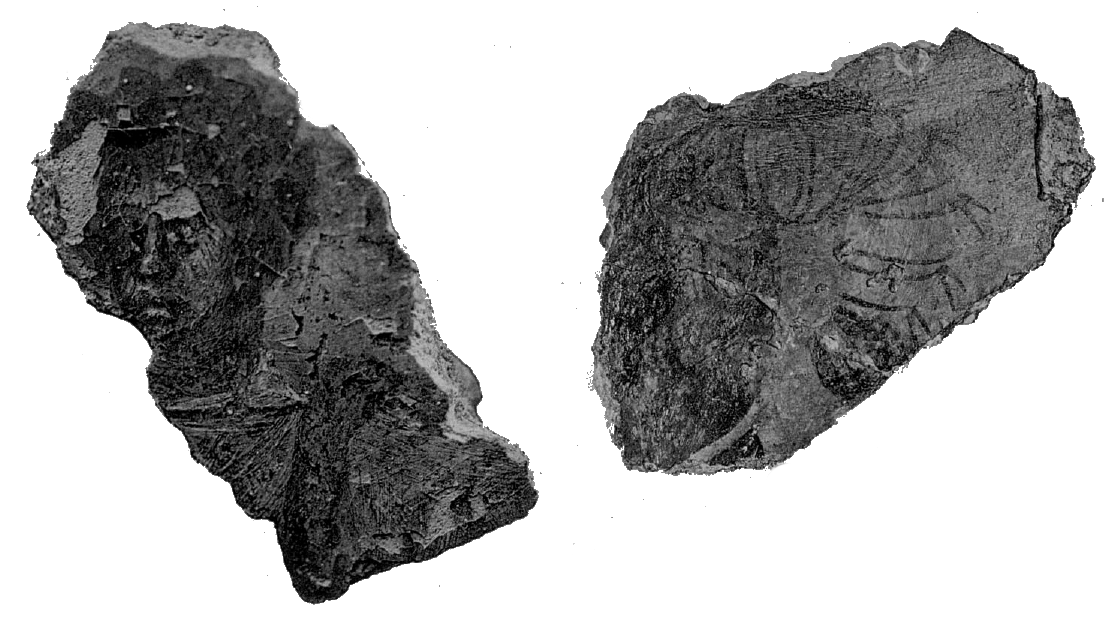
Dos fragmentos.
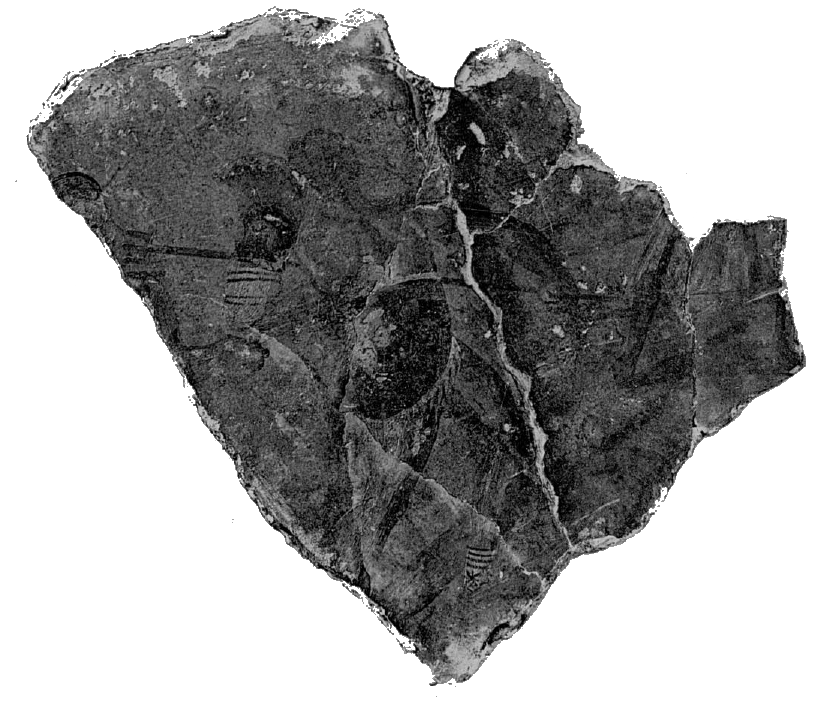
Un fragmento.

## Memoria
Entre el 9 de noviembre de 1940 y 1946, la rue Georges-Vacher se llamaba rue du Forum, por el foro situado en el extremo norte de la calle.